# 醫院管理局支援服務中心

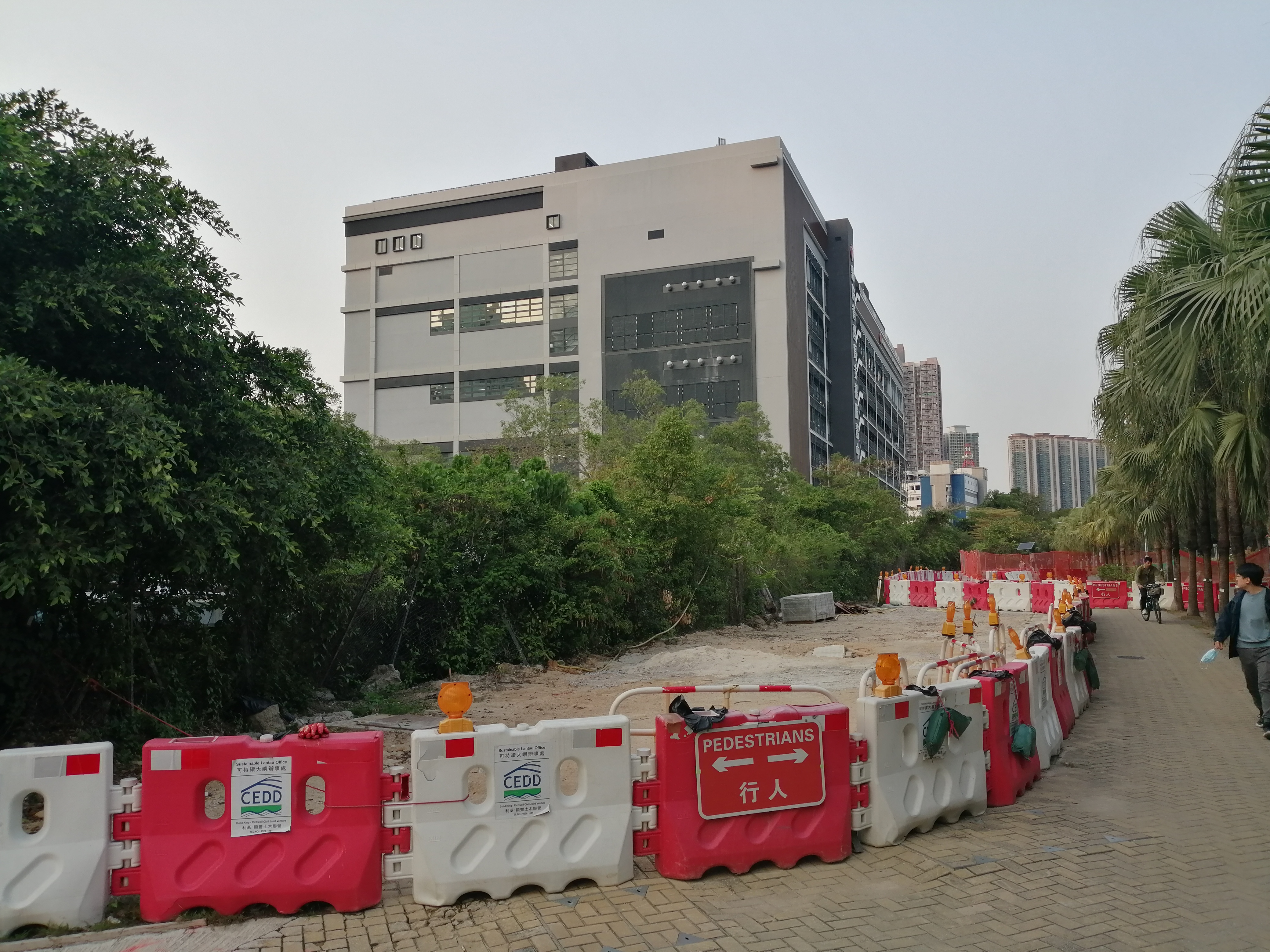
香港東涌醫管局支援服務中心

醫院管理局支援服務中心（英語：Hospital Authority Supporting Services Centre），位於香港新界大嶼山東涌北大嶼山醫院旁，大樓於2020年4月3日刊憲興建，11月開工，於2025年3月29日投入服務，由醫院管理局管理。大樓提供中央洗衣、病人膳食、緊急個人防護裝備、數據中心等服務。大樓樓高6層，建築樓面面積約為6.2萬平方米。

## 樓層分布
- R〈平台〉樓：空中花園
- 5樓：醫院用品倉庫、被服倉
- 4樓：中央廚房、資訊科技部
- 3M樓：中央洗衣房
- 3樓：中央洗衣房
- 2M樓：中央洗衣房
- 2樓：中央洗衣房
- 1M樓：中央洗衣房
- 1樓：中央洗衣房
- GM樓：辦公室
- 地下：接待處